# 长叶节节木
长叶节节木（学名：Arthrophytum longibracteatum）为苋科节节木属的植物。分布在哈萨克斯坦以及中国大陆的新疆等地，多生长于阳山坡，目前尚未由人工引种栽培。